# Boneau
Boneau é uma região censitária localizada no estado americano de Montana, no Condado de Chouteau.

## Demografia
Segundo o censo americano de 2010, a sua população era de 380 habitantes., tendo um crescimento demográfico de 100%,em  relação a 2000, onde existiam apenas 190 habitantes.

## Geografia
De acordo com o United States Census Bureau tem uma área de 
6,2 km², dos quais 5,9 km² cobertos por terra e 0,3 km² cobertos por água.

## Localidades na vizinhança
O diagrama seguinte representa as localidades num raio de 12 km ao redor de Boneau. 